# Фаето
Фаѐто (на италиански: Faeto, на франкопровансалски: Faìte, Фаите) е село и община в Южна Италия, провинция Фоджа, регион Пулия. Разположено е на 866 m надморска височина. Населението на общината е 627 души (към 2010 г.).
В това село живее франскопровансалксо общество. Заедно със съседната община Челе ди Сан Вито, Фаето е единственият езиков остров извън франкопровансалския район на Алпите. Франкопровансалците са се заселили тук в XIII век.